# Cynthia Johnson
Cynthia Johnson (Saint Paul, 22 aprile 1956) è una cantante, cantautrice, sassofonista e personaggio televisivo statunitense,nota per essere stata membro dei Lipps Inc. e per aver cantato con loro la hit Funkytown.

## Biografia
Prima di diventare la cantante principale dei Lipps Inc, Johnson era già diventata famosa a livello locale per aver vinto il concorso Miss Black Minnesota, USA nel 1976 e per essere stata la cantante principale della famosa band di Minneapolis Flyte Tyme per sette anni, oltre ciò era anche la loro sassofonista.  Ha co-scritto alcuni brani con i membri della band Jimmy Jam e Terry Lewis, oggi un team di cantautori e produttori plurivincitori di Grammy. Johnson ha completato la sua laurea presso l'Università del Minnesota a Morris, nel 1978, e ha continuato a esibirsi con Flyte Tyme per un breve periodo. Poco dopo aver lasciato Flyte Tyme, la band si è evoluta in The Time, un progetto parallelo di Prince.
Johnson ha proseguito la sua carriera musicale e continuó a essere attiva come membro del gruppo gospel vincitore di tre Grammy Awards, i Sounds of Blackness, oltre a essere musicista in album di Maceo Parker e Prince, su etichette come la Motown, e in progetti di produttori vincitori di Grammy come Jimmy Jam e Terry Lewis. 
Ha inoltre lavorato come cantante per jingle in spot pubblicitari per prodotti di 3M, Volkswagen, Nissan, Target, FedEx, Ford e McDonald's. 
Johnson è stata la presentatrice del primo episodio della serie televisiva FunkyTown, prodotta dalla casa di produzione Megabien Entertainment, con sede a Minneapolis.
Oltre a collaborare con altri artisti, Johnson continua la sua carriera come artista solista. Il suo album di debutto, All That I Am, è stato pubblicato il 15 dicembre 2013 dall'etichetta Megabien Music.

## Discografia

### Album
- All That I Am (2013)